# Esquirol volador tacat
L'esquirol volador tacat (Petaurista elegans) és una espècie de rosegador de la família dels esciúrids. Viu a Bhutan, la Xina, l'Índia, Indonèsia, Laos, Malàisia, Myanmar, el Nepal, Tailàndia i el Vietnam. Els seus hàbitats naturals són les pinedes temperades, els boscos perennifolis tropicals humits i els boscos perennifolis secs. Es creu que no hi ha cap amenaça significativa per a la supervivència d'aquesta espècie, tot i que les poblacions del sud-est asiàtic estan afectades per la tala d'arbres.